# میشاندورف
میشاندورف (به آلمانی: Mischendorf) یک منطقهٔ مسکونی در اتریش است که در ناحیه اوبروارت واقع شده‌است. میشاندورف ۱٬۷۲۳ نفر جمعیت دارد.